# Estcourt Station
Pour les articles homonymes, voir Estcourt.
Estcourt station est un village des États-Unis dans le comté d'Aroostook au Maine. C'est le point le plus septentrional de la Nouvelle-Angleterre.

## Géographie
Estcourt Station est situé sur la frontière internationale entre le Maine et le Québec, à l'extrémité sud du lac Pohénégamook. Il tire son nom du village voisin d'Estcourt, Québec, qui fait partie de la plus grande municipalité de Pohénégamook.
Estcourt Station se compose de plusieurs maisons, dont certaines ont été construites avant que la frontière internationale n'ait été tracée dans la zone. Elles sont donc aujourd'hui traversées par cette frontière.

## Économie
Il y a un magasin général et une station d'essence de petite taille. Estcourt station n'a pas d'accès routier public pour le reste du Maine (sans entrer au Canada), mais un vaste réseau de chemins forestiers privés (gérés par des sociétés forestières) s'étend au sud de la communauté à travers le nord du Maine.
Estcourt Station utilise les indicatifs régionaux 367, 418 et 581 au Québec pour le service téléphonique, et est relié à Hydro-Québec pour l'électricité. La communauté reçoit l'eau potable et autres services municipaux de Pohénégamook.
Le Canadien National Railway, la ligne transcontinentale principale entre Halifax et Montréal, passe immédiatement au nord de la rue Frontière. 